# Cessna O-1 Bird Dog
Cessna L-19/O-1 Bird Dog – amerykański samolot obserwacyjny i łącznikowy opracowany na bazie cywilnego modelu Cessna 170 na przełomie lat 40. i 50. XX wieku.
W czerwcu 1950 roku przedsiębiorstwo Cessna zwyciężyło w przetargu ogłoszonym przez US Army i otrzymało wstępne zamówienie na 418 egzemplarzy samolotu, który otrzymał oznaczenie L-19A Bird Dog (oznaczenie producenta: Model 305A). Pierwsza dostawa nastąpiła w grudniu 1950 roku. Samoloty zamówione zostały także przez US Air Force oraz US Marine Corps. Produkcja kontynuowana była do 1962 roku, w tym samym roku w ramach nowo wprowadzonego systemu oznaczeń statków powietrznych oznaczenie maszyn zostało zmienione na O-1. Łącznie powstało 3431 egzemplarzy samolotu.
Poza Stanami Zjednoczonymi samoloty O-1 Bird Dog trafiły do sił zbrojnych wielu państw świata, m.in. Japonii (gdzie był produkowany na licencji przez Fuji) oraz Kanady.
Samoloty na niewielką skalę były wykorzystywane podczas wojny koreańskiej, a znacznie liczniej podczas wojny wietnamskiej.